# 那良口駅
那良口駅（ならぐちえき）は、熊本県球磨郡球磨村大字三ケ浦那良口にある、九州旅客鉄道（JR九州）肥薩線の駅である。

## 歴史
- 1910年（明治43年）6月25日：貨物専用として鉄道院が開設[2]。当時の所属線は鹿児島本線[2]。
- 1913年（大正2年）3月11日：一般旅客取扱開始[2]。
- 1927年（昭和2年）10月17日：線名改称・肥薩線の駅となる[3]。
- 1973年（昭和48年）4月1日：貨物取り扱い廃止[4]に伴い無人化[5]。
- 1987年（昭和62年）4月1日：国鉄分割民営化により九州旅客鉄道が継承[6]。

## 駅構造

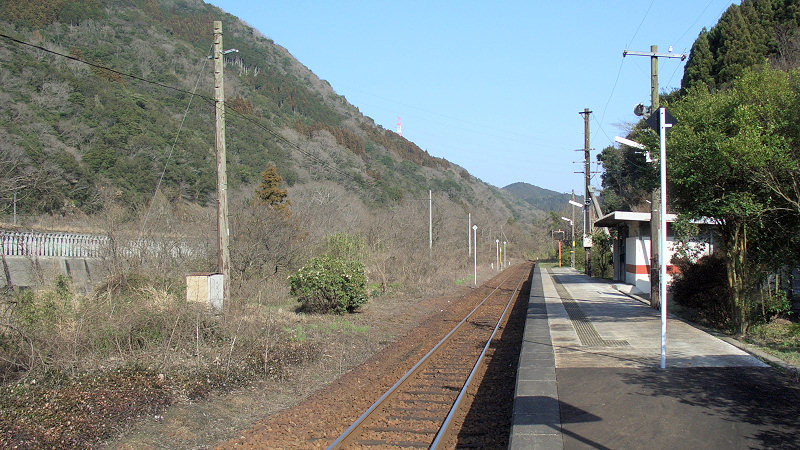
ホーム（2007年2月。左の空地は貨物側線跡）

単式ホーム1面1線を有する地上駅。コンクリート製の簡易駅舎が置かれている。
当駅は周囲の山々から伐採した木材を積み出すための貨物駅として開業したため、貨物取扱を行っていた頃は有人駅で駅構内に数本の貨物側線と木材積み込み用ホームが設けられていた。貨物取扱廃止後に全て撤去されたが、現在でも構内には当時の側線跡地が残っている。
肥薩線の復旧へ向けて、利用の少ない駅の廃止を含めた駅配置の適正化をJR九州が求めたことから本駅の廃止が浮上し、2025年3月25日、熊本県や沿線自治体から形成される「JR肥薩線再生協議会」は「駅を拠点とした観光振興なども見込めない」と結論づけ、本駅の廃止を含めた復興計画案が合意に達した。

## 駅周辺
駅前は何もない山間の駅であるが、当駅から約200メートル東へ行った那良川沿いには集落があり、集落内の那良口橋の袂には産交バスの那良口バス停がある。
- 球磨川
- 那良川
- 国道219号 - 球磨川を挟んで対岸を走っているが、付近には球磨川を渡る橋はない。
- 熊本県道15号人吉水俣線 - 駅前を走っている。
- 熊本県道325号遠原渡線 - 那良川沿いを走っている。

## 隣の駅
九州旅客鉄道（JR九州）
■肥薩線
一勝地駅 - 那良口駅 - 渡駅